# Антоненко Дмитро Олександрович
Дмитро́ Олекса́ндрович Анто́ненко — загинув 27 червня 2022 року, Слатино, Харківська область. Учасник російсько-української війни.

## З життєпису
Солдат, старший інструктор (з водіння) групи спеціального призначення (кінологічної), окремий загін спеціального призначення Національної гвардії України.
Адвокат, один з керуючих партнерів об'єднання ACF Parters, Харків
.
У Дмитра залишились дружина та донька.
Врятував життя товаришів, активувавши GPS-датчик безпілотника на хибній позиції та відволікши вогонь артилерії на себе. 

## Нагороди
За особисту мужність і самовідданість, виявлені у захисті державного суверенітету та територіальної цілісності України, вірність військовій присязі, сумлінне та бездоганне виконання службового обов'язку, нагороджений орденом «За мужність» ІІІ ступеня (посмертно)
.